# Lourdes Domínguez Lino
Lourdes Domínguez Lino (Pontevedra, 31 de Março de 1981) é uma ex-tenista profissional espanhola, seu melhor ranqueamento é de N. 40 em simples, em duplas cinco posições 45° pela WTA. Aposentou-se em 2016.

## WTA Títulos(1)

### Simples (1)
| Legenda               |
| Grand Slam (0)        |
| WTA Championships (0) |
| Tier I Evento (0)     |
| WTA Tour (1)          |

| N. | Data       | Torneio          | Piso   | Oponente na final  | Placar        |
| 1. | 26/02/2006 | Bogotá, Colombia | saibro | Flavia Pennetta    | 7–6, 6–4      |
| 2. | 20/02/2011 | Bogotá, Colombia | saibro | Mathilde Johansson | 2–6, 6–3, 6–2 |